# Young Maylay
Young Maylay, właściwie Christopher Bellard (ur. 17 czerwca 1979 w Los Angeles) – amerykański raper i aktor głosowy. Podłożył głos pod głównego bohatera gry Grand Theft Auto: San Andreas, Carla Johnsona. Jest kuzynem innego amerykańskiego rapera – Shawna „Solo” Fonteno, który użyczył głosu jednemu z trzech głównych bohaterów gry Grand Theft Auto V, Franklinowi Clintonowi.

## Życiorys
Jego muzyka zaliczana jest do nurtu G-funk. Znany jest z tego, że użyczył głosu Carlowi Johnsonowi – głównemu bohaterowi gry Grand Theft Auto: San Andreas (2004). Jego album San Andreas: The Original Mixtape (2005) był inspirowany pracą przy tejże grze.
W 2008 roku wydał mixtape The Real Coast Guard. Producentem wykonawczym tego krążka był DJ Crazy Toones. Znalazły się na nim efekty współpracy z takimi raperami jak WC, Bad Lucc, King T. W ostatnich czasie pojawił się na płycie WC „Revenge of the Barracuda” (You Know Me) i Ice Cube'a „I Am the West” (Life in California, Y'all Know How I Am, Too West Coast).
W 2011 roku udzielił się także na płycie Soopafly „Best Kept Secret” na tytułowym utworze razem z Kokane i Goldie Loc.
Raper przygotowywał się do wydania trzeciego mixtape'u Hogg Tied & Duct Taped latem 2013. Wypuścił już dwa single – Let My Khaki's Hang i Wild Off a Zone.

## Dyskografia
- San Andreas: The Original Mixtape (2005)
- The Real Coast Guard (2008)

## Dubbing
- Grand Theft Auto: San Andreas (2004) jako Carl „CJ” Johnson